# Olympische Sommerspiele 1952/Kanu – Einer-Canadier 1000 m (Männer)
Der Wettkampf im Einer-Canadier über 1000 Meter bei den Olympischen Sommerspielen 1952 wurde am 28. Juli auf der Regattastrecke des Soutustadion in Helsinki ausgetragen.
Im Gegensatz zu den Wettbewerben vier Jahre zuvor gab es diesmal aufgrund der Teilnehmeranzahl zwei Vorläufe, von denen jeweils die besten vier Athleten das Finale erreichten. Der Titel ging wie bereits bei den Spielen in London an Josef Holeček aus der Tschechoslowakei, der mit über 7 Sekunden Vorsprung erneut die Konkurrenz beherrschte.

## Ergebnisse

### Vorläufe

#### Vorlauf 1
| Rang | Athlet            | Nation             | Zeit       |
| ---- | ----------------- | ------------------ | ---------- |
| 1    | Jean Molle        | Frankreich         | 4:56,1 min |
| 2    | János Parti       | Ungarn             | 4:58,5 min |
| 3    | Frank Havens      | Vereinigte Staaten | 5:09,3 min |
| 4    | Ingemar Andersson | Schweden           | 5:11,9 min |
| 5    | George Bossy      | Kanada             | 5:25,8 min |

#### Vorlauf 2
| Rang | Athlet           | Nation           | Zeit       |
| ---- | ---------------- | ---------------- | ---------- |
| 1    | Josef Holeček    | Tschechoslowakei | 5:06,0 min |
| 2    | Olavi Ojanperä   | Finnland         | 5:09,8 min |
| 3    | Ralf Berckhan    | BR Deutschland   | 5:17,3 min |
| 4    | Wladimir Kotyrew | Sowjetunion      | 5:21,2 min |
| 5    | Gerald Marchand  | Großbritannien   | 5:28,8 min |

### Finale
| Rang | Athlet            | Nation             | Zeit       |
| ---- | ----------------- | ------------------ | ---------- |
| 1    | Josef Holeček     | Tschechoslowakei   | 4:56,3 min |
| 2    | János Parti       | Ungarn             | 5:03,6 min |
| 3    | Olavi Ojanperä    | Finnland           | 5:08,5 min |
| 4    | Frank Havens      | Vereinigte Staaten | 5:13,7 min |
| 5    | Ingemar Andersson | Schweden           | 5:15,0 min |
| 6    | Ralf Berckhan     | BR Deutschland     | 5:22,8 min |
| 7    | Jean Molle        | Frankreich         | 5:24,1 min |
| 8    | Wladimir Kotyrew  | Sowjetunion        | 5:24,5 min |

## Weblink
- Ergebnisse